# Henriette Wamu Atamina
Henriette Wamu Atamina, née le 28 mars 1966 à Kinshasa, est une femme politique congolaise (RDC).

## Biographie

### Famille
Henriette Wamu Atamina est née le 28 mars 1966 à Kinshasa et originaire de la nouvelle province du Sankuru. Elle est la fille d'Antoine Wamu W’Ekunda et Albertine Ameko Kombe. Elle est mariée à Toussaint Tusavuvu et mère de 3 enfants (dont deux garçons et une fille).

### Études
Elle poursuit ses études à l'Institut Lucien Cooremans, obtenant un graduat en comptabilité en 1989 et une licence en sciences commerciales et financières en 1994.[réf. nécessaire]

### Carrière politique
Elle est élue députée nationale du district de Funa, dans la province de Kinshasa, aux Élections législatives de 2006, 2011 et pour la troisième fois en 2018,,. 
Elle est membre du parti Alliance pour le progrès du Congo (APC). 
Elle a été déléguée aux concertations nationales de la RD Congo dans la thématique Secteur productif et finances publiques, membre à la Commission Economique et Financières à l’Assemblée nationale et membre du comité des sages à l'Assemblée nationale.
Henriette Wamu est l’autorité morale de l’Alliance pour la Réforme de la République (A.2.R).

En 2021 l'Église de Jésus-Christ les Saints des derniers jours aide la fondation Fondation Henriette Wamu Ataminia  à réhabitliter une école de jeunes filles dans la commune de Kalamu. Elie Monga, délégué de l'église a remis les clefs à Henriette Wanu, qui les a à son tour remis aux responsables de l'école, et en demandant à l'Armée du Salut :
Cette église a, au travers de ses actions, toujours prêché dans le sens de savoir qu’une ‘’foi sans œuvres est une foi morte’’, a accepté humblement  de financer les travaux de réhabilitation du lycée Matonge. Je saisi cette occasion pour solliciter l'implication du Ministre provincial de l'éducation pour plaider auprès des autorités compétentes la cause du Lycée Matonge afin que le gouvernement lui accorde les subsides réguliers nécessaires à sa maintenance et pourquoi pas à son épanouissement. Dans le même élan, je demande aux responsables de l'armée du salut ainsi qu'à ceux du  Lycée Matonge de s'investir sans relâche dans la préservation de cet établissement. 

### Carrière professionnelle
Henriette Wamu est directrice commerciale de la chaîne de télévision TKM (Télé Kin Malebo) à Kinshasa de 1998 à 2002. Depuis 2003, elle est directrice générale de la chaîne de télévision CMBdigiTKM à Kinshasa.